# Washburn (Wisconsin)
Washburn es una ciudad ubicada en el condado de Bayfield en el estado estadounidense de Wisconsin. En el Censo de 2010 tenía una población de 2.117 habitantes y una densidad poblacional de 132,48 personas por km².
Es la ciudad natal del gimnasta artístico Paul Hamm.

## Geografía
Washburn se encuentra ubicada en las coordenadas 46°40′26″N 90°53′36″O / 46.67389, -90.89333. Según la Oficina del Censo de los Estados Unidos, Washburn tiene una superficie total de 15.98 km², de la cual 10.1 km² corresponden a tierra firme y (36.82%) 5.88 km² es agua.

## Demografía
Según el censo de 2010, había 2.117 personas residiendo en Washburn. La densidad de población era de 132,48 hab./km². De los 2.117 habitantes, Washburn estaba compuesto por el 88.38% blancos, el 0.8% eran afroamericanos, el 5.86% eran amerindios, el 0.28% eran asiáticos, el 0% eran isleños del Pacífico, el 0.57% eran de otras razas y el 4.11% pertenecían a dos o más razas. Del total de la población el 1.56% eran hispanos o latinos de cualquier raza.